# Elie Chedid
Elie Chedid, auch Elia Scedid (* 19. März 1872 in Adeh al-Batrun, Libanon; † 18. Januar 1950) war ein libanesischer Geistlicher und Erzbischof der maronitischen Kirche.

## Leben
Elie Chedid empfing am 9. April 1898 das Sakrament der Priesterweihe. Am 27. April 1926 wurde er zum Patriarchalvikar von Batrun im Libanon bestellt und zugleich zum Titularerzbischof von Cyrrhus per i Maroniti ernannt, die päpstliche Bestätigung erfolgte am 21. Juni desselben Jahres. Die Bischofsweihe spendete ihm am 20. September 1926 der Maronitische Patriarch von Antiochien und des ganzen Orients, Elias Pierre Hoayek; Mitkonsekratoren waren Paul Aouad, Erzbischof von Zypern; Chucrallah Khoury CML, Erzbischof von Tyrus; Anton Peter Arida, Bischof von Tripoli del Libano; Bischof Abdallah Khoury; Bischof Paul Akl; Bischof Pierre Feghali; Bischof Louis Joseph El-Khazen OAM; Ignazio Mobarak, Erzbischof von Beirut und Erzbischof Elie Richa.